# Tilman Shoals
Die Tilman Shoals sind Untiefen im südlichen Indischen Ozean. Sie liegen nordöstlich des Spit Point vor der Insel Heard und erstrecken sich über eine Länge von 5 km.
Namensgeber ist der britische Bergsteiger Bill Tilman (1898–1977).